# Биополимеры
Биополиме́ры — класс полимеров, встречающихся в природе в естественном виде, входящие в состав живых организмов: белки, нуклеиновые кислоты, полисахариды, лигнин. Биополимеры состоят из одинаковых (или схожих) звеньев — мономеров. Мономеры белков — аминокислоты, нуклеиновых кислот — нуклеотиды, в полисахаридах — моносахариды.
Выделяют два типа биополимеров — регулярные (некоторые полисахариды) и нерегулярные (белки, нуклеиновые кислоты, некоторые полисахариды).

## Белки
Белки — упорядоченные гетерополимеры аминокислот — имеют несколько уровней организации — первичная, вторичная, третичная, и иногда четвертичная. Первичная структура определяется последовательностью мономеров, связанных пептидными связями, вторичная задаётся внутри- и межмолекулярными взаимодействиями между мономерами, обычно при помощи водородных связей. Третичная структура зависит от взаимодействия вторичных структур, четвертичная, как правило, образуется при объединении нескольких молекул с третичной структурой.
Вторичная структура белков образуется при взаимодействии аминокислот с помощью водородных связей и гидрофобных взаимодействий. Основными типами вторичной структуры являются
- α-спираль, когда водородные связи возникают между аминокислотами в одной цепи,
- β-листы (складчатые слои), когда водородные связи образуются между разными полипептидными цепями, идущими в разных направлениях (антипараллельно),
- неупорядоченные участки

Для предсказания вторичной структуры используются компьютерные программы.
Третичная структура или «фолд» образуется при взаимодействии вторичных структур и стабилизируется нековалентными, ионными, водородными связями и гидрофобными взаимодействиями. Белки, выполняющие сходные функции обычно имеют сходную третичную структуру. Примером фолда является β-баррел (бочка), когда β-листы располагаются по окружности. Третичная структура белков определяется с помощью рентгеноструктурного анализа.
Значение белков в живой природе трудно переоценить. Они несут структурную, механическую функцию, играют роль биокатализаторов — ферментов, обеспечивающих протекание биохимических реакций, выполняют транспортную и сигнальную функции. Для выполнения всех этих функций принципиально важным является корректное сворачивание белков. 
Наши мышцы, волосы, кожа состоят из волокнистых белков. Белок крови, входящий в состав гемоглобина, способствует усвоению кислорода воздуха, другой белок — инсулин — ответственен за расщепление сахара в организме и, следовательно, за его обеспечение энергией. Молекулярная масса белков колеблется в широких пределах. Так, инсулин — первый из белков, строение которого удалось установить Ф. Сэнгеру в 1953 г., содержит около 60 аминокислотных звеньев, а его молекулярная масса составляет лишь 12 000. К настоящему времени идентифицировано несколько тысяч молекул белков, молекулярная масса некоторых из них достигает 106 и более.

## Нуклеиновые кислоты
Нуклеиновые кислоты - гетерополимеры, образованные нуклеотидными остатками. В соответствии с природой углевода, входящего в их состав, нуклеиновые кислоты называются рибонуклеиновыми и дезоксирибонуклеиновыми. Общеупотребительными сокращения — РНК и ДНК. В клетке ДНК, как правило, двуцепочечная, то есть представляет собой комплекс из двух комплементарных молекул, объединенных водородными связями. РНК обычно находится в одноцепочечном состоянии
Нуклеиновые кислоты играют ответственную роль в процессах жизнедеятельности. С их помощью решаются задачи хранения, передачи и реализации наследственной информации. Основой этих процессов являются матричные синтезы: транскрипция, трансляция и репликация.
Выделяют два уровня организации нуклеиновых кислот.
- Первичная структура нуклеиновых кислот — это линейная последовательность нуклеотидов в цепи. Основными нуклеотидами являются аденозин, гуанозин, цитидин, тимидин (в ДНК), уридин (в РНК). Как правило, последовательность записывают в виде букв (например AGTCATGCCAG), причём запись ведётся от 5'- к 3'-концу цепи.

- Вторичная структура — это структура, образованная за счёт нековалентных взаимодействий нуклеотидов (в большей степени азотистых оснований) между собой, стэкинга и водородных связей. Двойная спираль ДНК является классическим примером вторичной структуры. Это самая распространённая в природе форма ДНК, которая состоит из двух антипараллельных комплементарных полинуклеотидных цепей. Антипараллельность реализуется за счёт полярности каждой из цепей. Под комплементарностью понимают соответствие каждому азотистому основанию одной цепи ДНК строго определённого основания другой цепи (напротив A стоит T, а напротив G располагается C). ДНК удерживается в двойной спирали за счёт комплементарного спаривания оснований — образования водородных связей, двух в паре А-Т и трёх в паре G-C. РНК формирует многочисленные интрамолекулярные водородные связи, образуя нерегулярные вторичные структуры[1].

В 1868 г. швейцарский учёный Фридрих Мишер выделил из ядер клеток фосфорсодержащее вещество, которое он назвал нуклеином. Позднее это и подобные ему вещества получили название нуклеиновых кислот. Их молекулярная масса может достигать 109, но чаще колеблется в пределах 105−106.

## Полисахариды

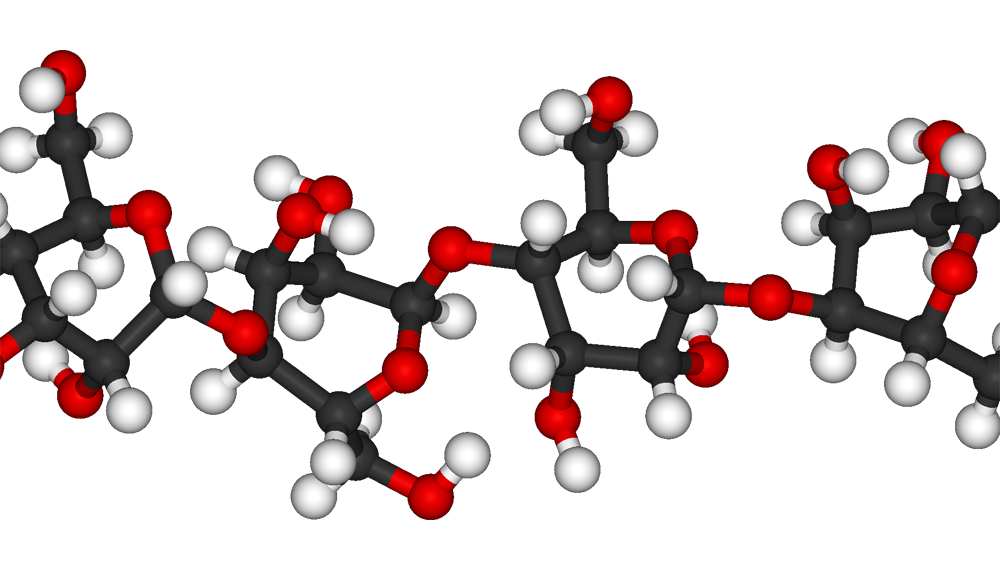
3-мерная структура целлюлозы

Полисахариды, синтезируемые живыми организмами, состоят из большого количества моносахаридов, соединённых гликозидными связями. Зачастую полисахариды нерастворимы в воде. Обычно это очень большие, разветвлённые молекулы. Примерами полисахаридов, которые синтезируют живые организмы, являются запасные вещества крахмал и гликоген, а также структурные полисахариды — целлюлоза и хитин. Так как биологические полисахариды состоят из молекул разной длины, понятия вторичной и третичной структуры к полисахаридам не применяются.
Полисахариды образуются из низкомолекулярных соединений, называемых сахарами или углеводами. Циклические молекулы моносахаридов могут связываться между собой с образованием так называемых гликозидных связей путём конденсации гидроксильных групп.
Наиболее распространены полисахариды, повторяющиеся звенья которых являются остатками α-D-глюкопиранозы или её производных. Наиболее известна и широко применяема целлюлоза. В этом полисахариде кислородный мостик связывает 1-й и 4-й атомы углерода в соседних звеньях, такая связь называется α-1,4-гликозидной.
Химический состав, аналогичный целлюлозе, имеют крахмал, состоящий из амилозы и амилопектина, гликоген и декстран. Отличие первых от целлюлозы состоит в разветвлённости макромолекул, причём амилопектин и гликоген могут быть отнесены к сверхразветвлённым природным полимерам, то есть дендримерам нерегулярного строения. Точкой ветвления обычно является шестой атом углерода α-D-глюкопиранозного кольца, который связан гликозидной связью с боковой цепью. Отличие декстрана от целлюлозы состоит в природе гликозидных связей — наряду с α-1,4-, декстран содержит также α-1,3- и α-1,6-гликозидные связи, причем последние являются доминирующими.
Химический состав, отличный от целлюлозы, имеют хитин и хитозан, но они близки к ней по структуре. Отличие заключается в том, что при втором атоме углерода α-D-глюкопиранозных звеньев, связанных α-1,4-гликозидными связями, OH-группа заменена группами -NHCH3COO в хитине и группой -NH2 в хитозане.
Целлюлоза содержится в коре и древесине деревьев, стеблях растений: хлопок содержит более 90 % целлюлозы, деревья хвойных пород — свыше 60 %, лиственных — около 40 %. Прочность волокон целлюлозы обусловлена тем, что они образованы монокристаллами, в которых макромолекулы упакованы параллельно одна другой. Целлюлоза составляет структурную основу представителей не только растительного мира, но и некоторых бактерий.
В животном мире в качестве опорных, структурообразующих полимеров полисахариды «используются» лишь насекомыми и членистоногими. Наиболее часто для этих целей применяется хитин, который служит для построения так называемого внешнего скелета у крабов, раков, креветок. Из хитина деацетилированием получается хитозан, который, в отличие от нерастворимого хитина, растворим в водных растворах муравьиной, уксусной и соляной кислот. В связи с этим, а также благодаря комплексу ценных свойств, сочетающихся с биосовместимостью, хитозан имеет большие перспективы широкого практического применения в ближайшем будущем.
Крахмал относится к числу полисахаридов, выполняющих роль резервного пищевого вещества в растениях. Клубни, плоды, семена содержат до 70 % крахмала. Запасаемым полисахаридом животных является гликоген, который содержится преимущественно в печени и мышцах.
Прочность стволов и стеблей растений, помимо скелета из целлюлозных волокон, определяется соединительной растительной тканью. Значительную её часть в деревьях составляет лигнин — до 30 %. Его строение точно не установлено. Известно, что это относительно низкомолекулярный (M ≈ 104) сверхразветвлённый полимер, образованный в основном из остатков фенолов, замещённых в орто-положении группами -OCH3, в пара-положении группами -CH=CH-CH2OH. В настоящее время накоплено громадное количество лигнинов как отходов целлюлозно-гидролизной промышленности, но проблема их утилизации не решена. К опорным элементам растительной ткани относятся пектиновые вещества и, в частности пектин, находящийся в основном в стенках клеток. Его содержание в кожуре яблок и белой части кожуры цитрусовых доходит до 30 %. Пектин относится к гетерополисахаридам, то есть сополимерам. Его макромолекулы в основном построены из остатков D-галактуроновой кислоты и её метилового эфира, связанных α-1,4-гликозидными связями.
Из пентоз значение имеют полимеры арабинозы и ксилозы, которые образуют полисахариды, называемые арабинами и ксиланами. Они, наряду с целлюлозой, определяют типичные свойства древесины.